# Corrhenes scenica
Corrhenes scenica är en skalbaggsart som först beskrevs av Francis Polkinghorne Pascoe 1863.  Corrhenes scenica ingår i släktet Corrhenes och familjen långhorningar. Inga underarter finns listade i Catalogue of Life.